# Arroyo Sarandí (Arroyo Cuaró Grande)
Der Arroyo Sarandí ist ein Fluss im Norden Uruguays.
Er entspringt auf dem Gebiet des Departamento Artigas an der Grenze zum Nachbardepartamento Salto. In der Quellregion treffen die Cuchilla de Belén und die Cuchilla de los Arapeyes aufeinander. Von dort fließt er in westliche bis nordwestliche Richtung und mündet östlich von Paso Campamento als linksseitiger Nebenfluss in den Arroyo Cuaró Grande.